# لويس ليال (كاتب)
 لويس ليال  (بالإسبانية: Luis Leal)‏ وُلد في لينارس، نويفو ليون في 17 سبتمبر/أيلول، عام 1907 – وتُوفي في – سانتا باربرا، كاليفورنياسانتا باربرا، كاليفورنيا، 25 يناير/كانون الثاني، عام 2010) كان كاتِبًا أمريكيًا مِكسيكيًا «من أصلٍ مِكسيكي» وناقدًا أدبيًا.

## السيرة الذاتية
وُلد ليال في عائِلة شاركت في الثورة المِكسيكية وعاش في الولايات المُتحدة الأمريكية منذ بداية 1927 ثمَّ تَلَقى تعليمه في جامعة نورث وِسترن. هناك التقَى بزوجتهِ المستقبلية جلاديس كليمنس عام 1936، والتي أنجب منها ولدين، أنطونيو ولويس ألفُنسو. وفي عام 1939 حصل على الجنسيَّةِ الأمريكية. وبعد أن خدم الجيش في الفِلِبّين أثناء الحرب العالميةِ الثانية، واصل دراستهِ الأدبية في جامعة شيكاغو حتى حصل على الدُكتُوراه في الأدب الإسباني والإيطالي عام 1950.

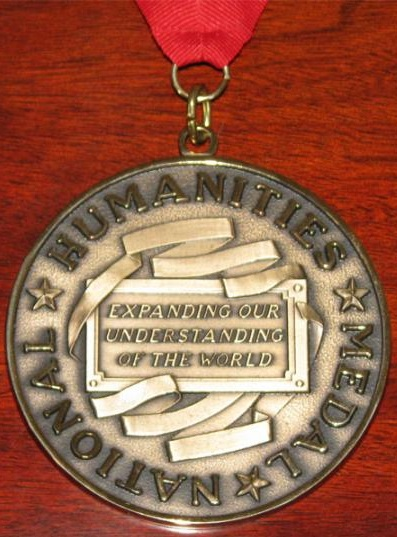
قِلادة العلوم الإنسانيّة الوطنيّة والتي حصل عليها ليال عام 1988

كان ليال رائِدًا في مجال أمريكا اللاتينية وأداب شيكانو. دَرَّسَ في جامعة الميسيسيبي لفترة وجيزة، لكنه كان مُنزعِجًا من التفرقة العُنصرية؛ انتقل إلى جامعة إيموري وفيما بعد إلى جامعة إلينوي، هذا قبل قبول وظيفته في النهايةبجامعة كاليفورنيا، سانتا بربارا عام 1976. وهُناك أدار مركز دراسات شِيكانو من 1994 حتى 1996. حَاضَرَ في جامِعاتٍ مختلفة بصفتِهِ أستاذ زائر وتابع عمله الأكاديمي حتى التسعينيات من عُمْره. نَشرَ مقالات في مجَلّتيّ كوادرنوس أمريكانوس واستوريا مِكسيكانا، كما عمل مُحرِرًا في مجلة بنتانا أبريتا: هي مجلة في أمرِيكا اللاتينية مُختصة بالآداب والفنون والثقافة. كان مُهتمًا بالقصة المِكسيكِية اهتمامًا كبيرًا؛ ولا سيَّما أعمال ماريانو أثويلا، وخُوان رُولفو، فضلًا عن مساهمتهِ الجوهرية في فنون أمريكا اللاتينية. ألَّفَّ نحو 45 كتابًا وما يزيد عن 400 مقالًا. فمن تلامِذَتهِ عالم اللُغة الإسباني مرلين فوستر، وسارا بوت-هيريره، وفرانسيسكو لوميلي، وماريا هيريرا سوبك.
كان ليال واحدًا من أوائل الأساتذة الذين جَسَّدوا البوم الأمريكي اللاتيني – ظاهرة أدبية ظهرت في أمريكا اللاتينية؛ القرن العشرين- (أي: غابرييل غارثيا ماركيث، وكارلوس فوينتس، وخوليو كورتاثر) في مِنهاجه. كما قدمَّ مِنحة دراسية لأعمال أماندو دونرفو، وماريانو أثويلا، ورافاييل مونيوث، ومارتن لويس جوزمان. أما فيما يتعلق بآداب شيكانو، فقد شجع على دراسة توماس ريفيرا، ورولاندو هينوخوسيا، وساندرا سيسنيروس، وآليورسيتا، وورودولفو أنايا.
وكعضو في جمعيَّة اللغة الحديثة في الولايات المتحدة فقد حصل ليال على قـلادة العلوم الإنسانية الوطنية وكرَّمته الجمعية الوطنية لدراسات شيكانو -اسم يطلق على المكسيكين الأمريكان المهاجرين- عام 1988. وفي عام 1991 نال وِسام أثيتيكا أغيلا -وِسام تمنحه المِكسيك للمغتربين بها.

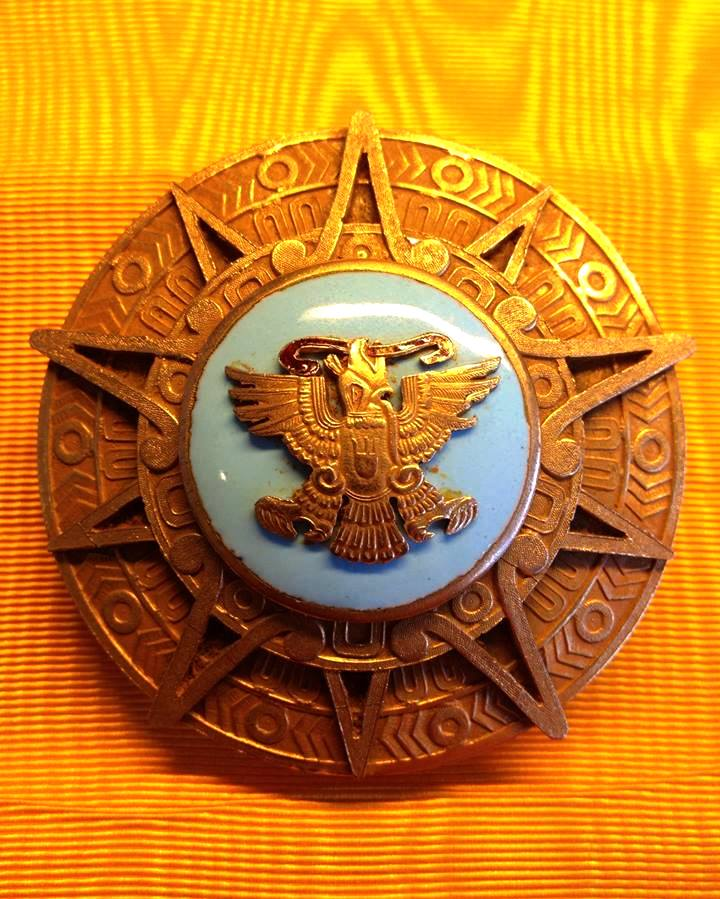
وِسام أثيتكا أغيلا والذي حصل عليه ليال عام 1991

## الأعمال
- كارلوس كاستيلو، مُختارات من الأدب المِكسيكي، عام 1944.
- مُحرِرًا للقصص القصيرة: أعاد رواية واقتبس من الأسباني فيسينتي ريفا بالاثيو، عام 1944.
- سارمينتوا البغبغاء الصغير، عام 1946.
- المِكسيك: الحضارة والثقافة، عام 1995، مراجعة عام 1971.
- قصص مُختصرة عن أساطير المِكسيك، عام 1957 و1990.
- نُسخة من المُختارات الأدبية عن أساطير المِكسيك، عام 1957.
- السيرة الذاتية عن أساطير المِكسيك، عام 1958.
- ماريانو أثويلا، الحياة العامة، عام 1961.
- بانوراما أساطير الأدب المِكسيكي، 1968.
- قصص مُختصرة عن أدب أسبانيا وأمريكا، عام 1971.
- ماريانو أثويلا، عام 1971.
- قصائِد قصصية وأغاني عن أثتلان، عام 1980، 1986
- خوان رولفو، عام 1983.
- أثتلان والمِكسيك: لمحات أدبية وتاريخية، عام 1985.
- وانتهى الصمت أخيرًا، عام 1985.
- مع فيكتور فوينتس: السيد لويس ليال: حياة ثقافية.

مناقشات مع فيكتور فوينتس، عام 1998.
- مع ماريو تي غارسيا: لويس ليال: السيرة الذاتية، عام 2000.